# Tungsten Automation
Das US-amerikanische Unternehmen Tungsten Automation (bis Januar 2024 Kofax, Inc) ist ein Anbieter von Prozessmanagement, robotischer Prozessautomatisierung, E-Signatur- sowie Mobilitäts- und Kundenkommunikationsdiensten sowie von Texterkennungs- und Dokumentenmangementsoftware.

## Unternehmensgeschichte
Das Unternehmen wurde 1985 von Dean Hough und David Silver gegründet mit dem Ziel, Software zu erstellen, die es Kunden ermöglicht, gemeinsame digitale Informationen über Erfassungssoftware zu erfassen, zu verwalten und darauf zuzugreifen.
Anfang der 2000er Jahre wurde Kofax von der Dicom Group übernommen. 2007 firmierte die Dicom Group in Kofax Plc um. 2011 spaltete Kofax seine Hardware Sparte ab, daraus wurde die Dicom International AG.
Kofax wurde 2015 für rund eine Milliarde Dollar von Lexmark übernommen. Lexmark verkaufte das Unternehmen 2017 an die Private-Equity-Gesellschaft Thoma Bravo weiter.
Anfang 2019 übernahm Kofax von Nuance Communications die Sparte Nuance Document Imaging, wodurch die Programme PaperPort (Dokumentenmanagement), Power PDF, OmniPage (Texterkennung), eCopy (Dokumentenerfassung und -verarbeitung), Equitrac (Druckmanagement) und SafeCom (ebenfalls Druckmanagement) zu Kofax wechselten.
Im Juli 2022 übernahmen die beiden US-amerikanischen Private-Equity-Unternehmen Clearlake Capital und TA Associates vollständig Kofax von Thoma Bravo. Im Januar 2024 wurde Kofax in Tungsten Automation umfirmiert.